# 1414.
◄ | 14. stoljeće | 15. stoljeće | 16. stoljeće | ►
◄ | 1380-ih | 1390-ih | 1400-ih | 1410-ih | 1420-ih | 1430-ih | 1440-ih | ►
◄◄ | ◄ | 1411. | 1412. | 1413. | 1414. | 1415. | 1416. | 1417. | ► | ►►
Arhitektura • Astronomija • Glazba • Knjige • Književnost • Kršćanstvo • Medicina • Pravo • Promet • Slikarstvo • Znanost

## Smrti
- Bartol Alvernski, hrvatski teološki pisac

## Vanjske poveznice
|  | Zajednički poslužitelj ima još gradiva o temi 1414. |